# 邱晨
邱晨（1963年6月11日—），中国女子篮球运动员。她在1984年夏季奥林匹克运动会中，参加了女子篮球比赛并获得团体铜牌。1986年，她移居澳大利亚，两年后，她开始效力当地的俱乐部。